# Šaunštejn

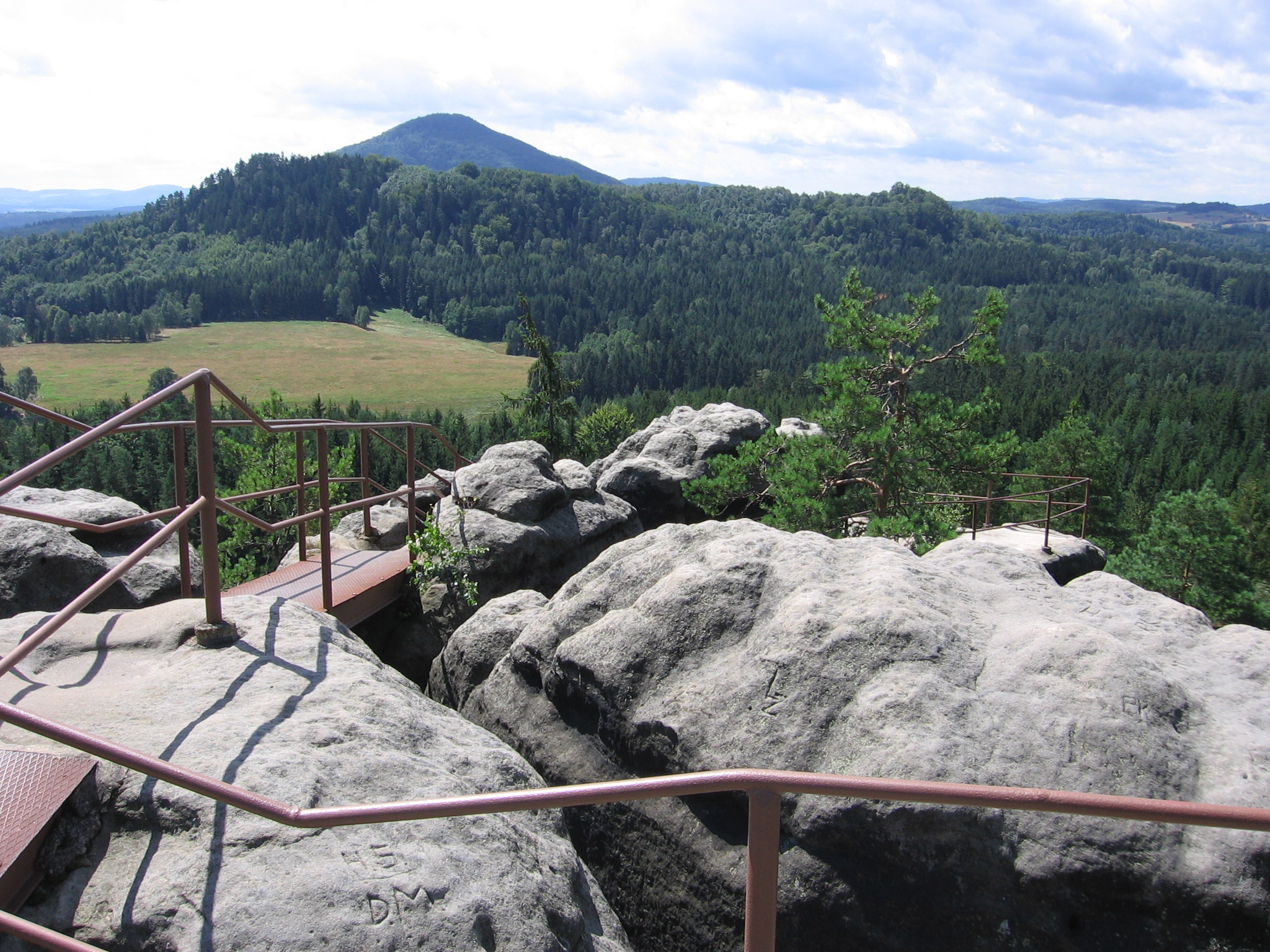
Taras widokowy na górnym poziomie zamku

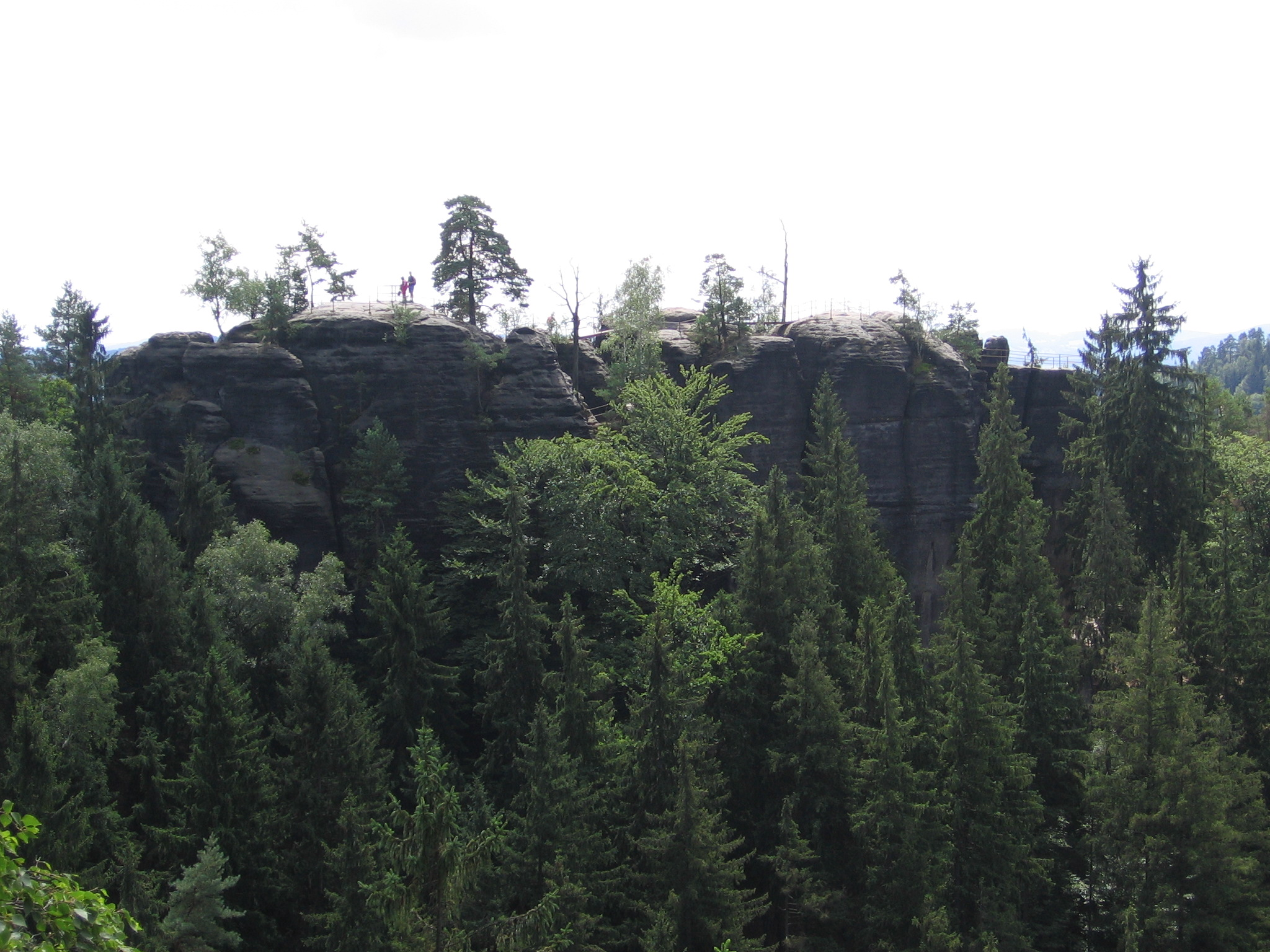
Widok na górny poziom byłego zamku Šaunštejn

Šaunštejn (niem. Schauenstein) – ruiny zamku na skale na Wyżynie Dieczyńskiej w północnych Czechach.	

## Położenie
Ślady po zamku na skale, położone w północnych Czechach, na obszarze Parku Narodowego Czeska Szwajcaria, na piaskowcowych wieżach skalnych, na wysokości 340 m n.p.m., w północno-wschodniej części Wyżyny Dieczyńskiej, około 3,8 km na północny zachód od centrum miejscowości Jetřichovice, w okresie Děčín w Krušnohorske subprovincie.	

## Opis
Miejsce jednego z najciekawiej położonych zamków skalnych. Z zamkowej zabudowy nie zachowało się prawie nic. Po zamku pozostały tylko ślady, takie jak: wykute w skale schody i otwory do mocowania belek nośnych podtrzymujących zabudowania zamkowe oraz poziome płaszczyzny, na których niegdyś stały zamkowe obiekty.
Obiekty zamku usytuowane były na szczytach piaskowcowych skał w kształcie wieżyc, droga na górny poziom zamku prowadziła szczelinami między skałami. Na górnym poziomie zamku znajduje się wydrążona w skale na planie okręgu studnia zwana cysterną, która służyła jako zbiornik wody, gromadząc wodę opadową. Poniżej górnego poziomu zamku znajduje się obszerna wnęka w skale z wyciosanym oknem w stronę szczeliny, którą prowadzi droga na górny poziom zamku. Przeznaczenie tego pomieszczenia nie jest dokładnie znane, prawdopodobnie była to kaplica. Zabudowania zamku spoczywały na drewnianych belkach zamocowanych w wykutych w skale otworach, z wykorzystaniem naturalnych występów i płaskich powierzchni skały. Wejście na górny poziom zamku umożliwiał system wyciosanych w skale schodów, który zaczynał się wysoko nad poziomem. Dostęp do poziomu schodów umożliwiały drabiny, które w czasie ataku wroga były wciągane na wyższy poziom zamku.

## Historia
Zamek zbudowano w celu ochrony szlaku handlowego, według archeologów prawdopodobnie istniał już pod koniec w XIII wieku. Na podstawie znalezionego zapisu średniowiecznego mieszczanina Mikuláša z Czeskiej Kamienicy, powstanie zamku datowane jest na koniec XIV wieku. Pierwsza pisemna wzmianka o zamku pochodzi z 1413 roku. W 1431 roku zamek przez trzy tygodnie oblegali strzelcy drezdeńscy. Od 1435 roku stanowił punkt oporu w lokalnej wojnie Vartenberków ze związkiem miast łużyckich. W 1443 roku zamkiem zarządzał Kašpar Laptic. W 1444 roku zamek ponownie oblegały wojska związku sześciu miast łużyckich - jednak bezskutecznie, ponieważ dzięki swojemu położeniu skutecznie opierał się silnemu ostrzałowi. Ta olbrzymia wyprawa łużycka, składająca się z 9000 żołnierzy z karabinami o dużej sile rażenia, w historycznych dokumentach opisana jest powierzchownie. Zamek we wrześniu 1444 roku został zdobyty. Około 1446 roku zamek był w posiadaniu Berków z Dubia i wchodził w skład państwa vildštejnského. Z początkiem XV wieku zamek przeszedł jako zastaw pod władanie rodu Vartemberków. W drugiej połowie XV wieku zamek częściowo podupadł i stracił swoje strategiczne znaczenie. Ostatnie zapiski dotyczące zamku znajdują się w kamienickiej księdze miejskiej - dotyczą 1490 roku. Na początku XVI wieku zamek został całkowicie zniszczony.

## Turystyka
Obok zamku prowadzi szlak turystyczny
- czerwony - Europejski długodystansowy szlak pieszy E3.